# Batteria Pattacroce
La batteria Pattacroce (Ancien fort de Pattacreuse in francese) è una fortificazione realizzata tra il 1887 e il 1889; inizialmente in territorio italiano, a seguito del trattato di Parigi del 1947 la zona ove sorgeva venne ceduta alla Francia; rimangono solo alcuni ruderi.

## Storia
La batteria venne costruita tra il 1887 e il 1889 sulla sommità del monte Pattacroce, ad un'altezza tale (2395 m s.l.m.) da poter sovrastare tutte le altre fortificazioni allora presenti in zona sia dal versante italiano che da quello francese, allora completamente privo di difese stabili.
Venne costruita successivamente all'edificazione dei forti del Moncenisio (forte Cassa, forte Roncia e forte Varisello) per contrastare l'eventuale avanzata nemica proveniente dal Colle del Piccolo Moncenisio. Era servita dalla strada militare Gran Croce-Bivio Varisello-Pattacroce, realizzata nel 1887 al riparo dal tiro nemico grazie all'efficace terrapieno dal forte Varisello al ponte della Comba Borgna e lunga circa 9.000 metri.
La vita della batteria fu molto breve, in quanto già pochi anni dopo la sua costruzione l'esercito francese, edificando i forti Mont Froid e Petit Turrà, rese alquanto vulnerabile la sua struttura: i due forti francesi, infatti, costruiti a un'altitudine superiore, potevano distruggere con un bombardamento di poche ore l'intera batteria italiana del Pattacroce. Per tale motivo nel 1904-1905 l'esercito italiano decise di smantellare l'armamento della batteria e trasferirlo alla Batteria Paradiso, di nuova costruzione e concezione; tuttavia il sito della Batteria Pattacroce restò presidiato militarmente per il ricovero delle truppe. Al posto della Batteria ottocentesca venne costruita, nell'ambito delle fortificazioni del Vallo Alpino Occidentale, una batteria in caverna (la Batteria B5), scavata sotto la batteria originaria ed armata con 3 cannoni 75/27 Mod. 1906, mentre tra il 1944 ed il 1945 sulle piazzuole della vecchia Batteria vennero installati 5 cannoni da 149 presidiati da tedeschi e uomini della RSI che presero parte ai combattimenti che ci furono attorno a Mont Froid tra marzo ed aprile del 1945.
In seguito alla sconfitta dell'Italia nella seconda guerra mondiale e alle condizioni del trattato di Parigi, la zona del Moncenisio venne ceduta alla Francia e, di conseguenza, anche il monte Pattacroce.

## Descrizione

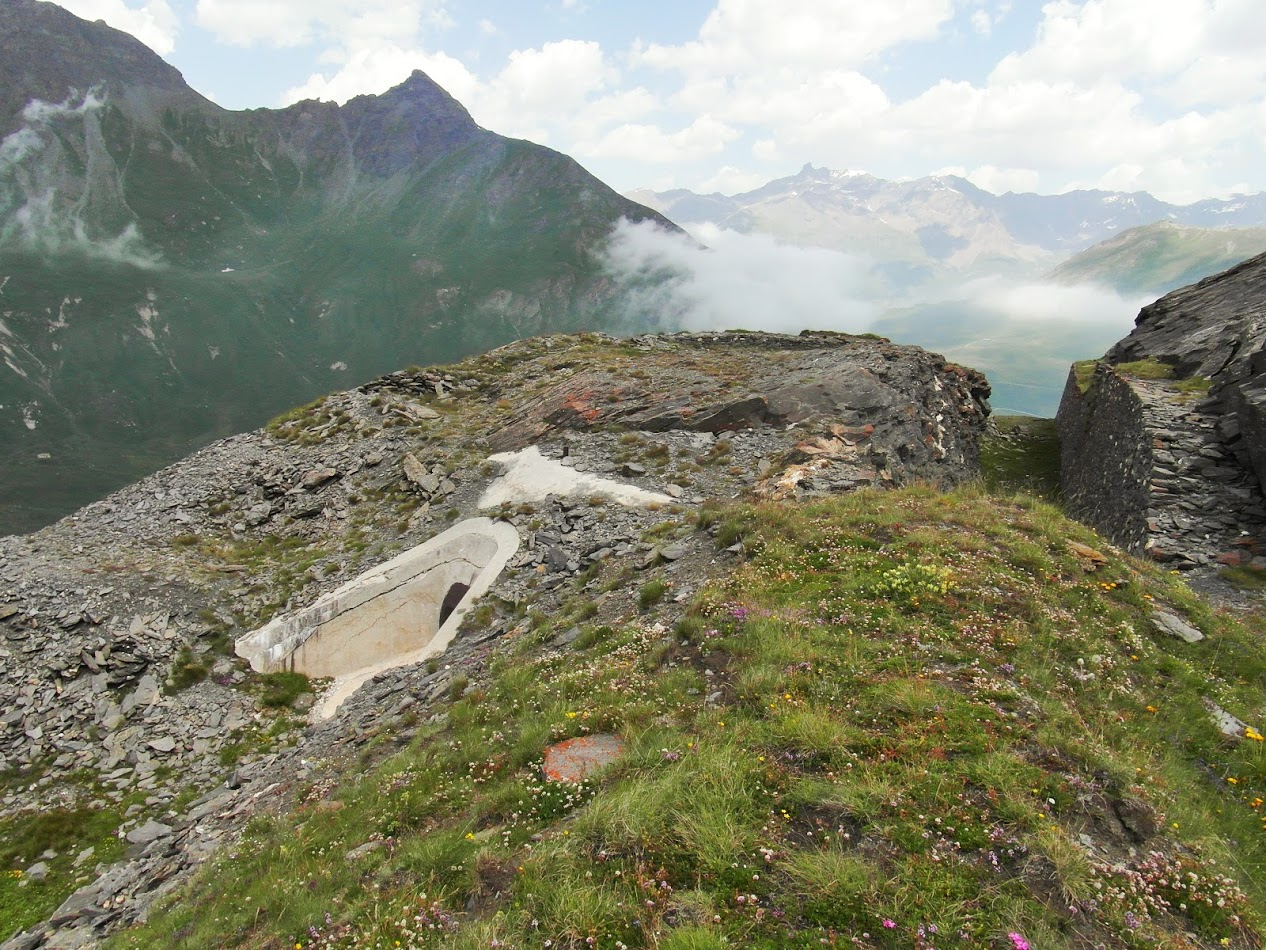
Feritoia per cannoni poco sotto al forte

I suoi colpi potevano spazzare dal Colle del Piccolo Moncenisio ai Colli Sollieres e Beccia, supportando i tiri provenienti dal forte Roncia; era una batteria di protezione poligonale dotata di un fossato di protezione di 3 lati (il quarto lato era protetto dal precipizio sottostante). L'ingresso era formato da un portale arcuato con, al fianco, una caponiera di forma allungata che divideva il fossato; il magazzino esplosivi era sito di fronte, nel muro di controscarpa del fossato. Gli uomini di presidio erano alloggiati in baraccamenti posti sul piazzale antistante l'ingresso principale, lungo il fronte di gola.
Dal cortile interno della batteria si poteva accedere alle sei sezioni di cui era composta la batteria, separate tra loro da traverse che racchiudevano le riservette dei proietti. La batteria del Pattacroce era dotata di 12 cannoni 12 GRC/Ret su affusto posizionati in barbetta: in direzione nord-ovest erano rivolti 8 pezzi mentre altri 4 erano direzionati verso nord-est. Verso occidente, all'esterno della batteria fortificata, erano posizionati 4 mortai 15 GRC/Ret, mentre ad una quota più alta erano posizionati 2 cannoni 9 AR/Ret rivolti verso sud-ovest.
A una quota inferiore rispetto alla batteria principale venne predisposta la Batteria Bassa del Pattacroce, un'opera semi-permanente di supporto alla Batteria vera e propria ed armabile, in caso di necessità, con 12 cannoni 9 AR/Ret affiancati da baraccamenti per l'alloggio delle truppe e magazzino delle opere.
La Batteria, già in stato di abbandono nel periodo della seconda guerra mondiale, è in pessimo stato di conservazione: si riconoscono ancora gli spazi posti tra una postazione e l'altra, mentre nelle varie piazzole, un tempo destinate ad ospitare i cannoni, si notano i paioli di ancoraggio degli stessi. La caponiera ellittica è visibile sul lato meridionale del fossato, di fianco a quello che un tempo era l'ingresso principale del forte, di cui si notano i conci in pietra grigia che lo decoravano.